# Precisionismo

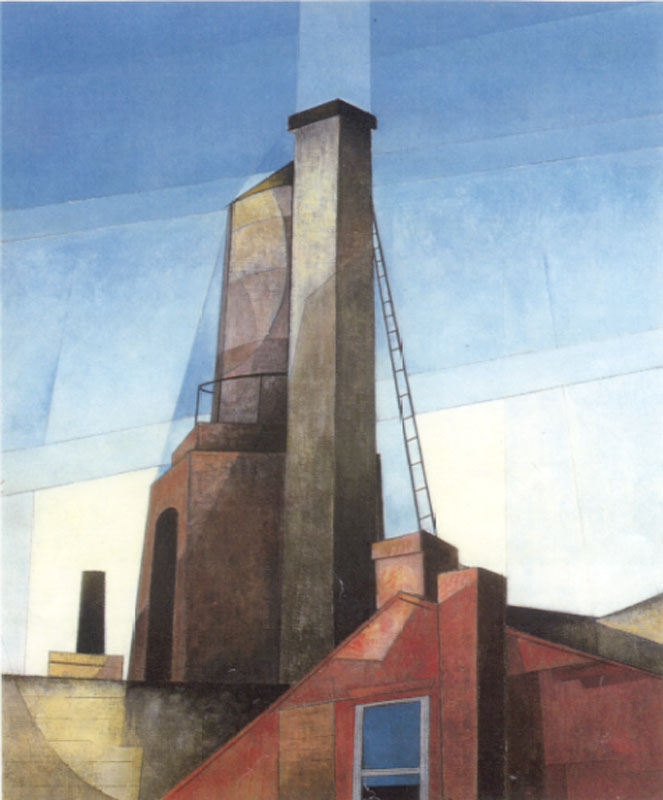
Charles Demuth, Aucassin and Nicolette, 1921.

El precisionismo, también llamado realismo cubista, fue un movimiento artístico desarrollado en Estados Unidos en los años 1920. Los precisionistas aglutinaron la composición cubista con la estética futurista, aplicada a una iconografía inspirada en los ambientes rurales e industriales norteamericanos. El término fue acuñado por el pintor y fotógrafo Charles Sheeler, que describió así su estilo pictórico, de gran detallismo y precisión. Sheeler recibió la influencia de Cézanne, Matisse, Picasso y Braque, y junto a Morton Schamberg, otro de los exponentes del movimiento, desarrollaron una imaginería basada en la maquinaria agrícola, que plasmaban en obras de aspecto casi fotográfico. Otros artistas fueron Charles Demuth, Preston Dickinson, Georgia O'Keefe, Louis Lozowick y Ralston Crawford. Algunos precisionistas pasaron posteriormente al dadaísmo estadounidense, y el movimiento influenció a otras corrientes artísticas estadounidenses posteriores, como el pop-art y el hiperrealismo.